# ロメル・イバーラ
ロメル・ジョアン・イバーラ・エルナンデス（Rommell Jhoan Ibarra Hernández  ,  2000年3月24日 - ）は、ベネズエラ・ミランダ州カラカス出身のプロサッカー選手。プリメーラ・ディビシオン・デ・ベネズエラのデポルティーボ・ラ・グアイラに所属している。ポジションはDF。

## 来歴
2017年6月12日の国内リーグ戦のデポルティーボ・タチラFC戦で、後半41分からの交代出場でプロデビュー。翌2018年シーズンはリーグ戦17試合に出場。2019年5月13日のカラカスFC戦で、プロ初ゴールを決めた。

## 代表経歴
2017年にチリで開催された南米U-17選手権と2019年の南米ユース選手権に、各ユース世代のベネズエラ代表として出場した。